# Eleição municipal de Caxias do Sul em 2016
A eleição municipal da cidade de Caxias do Sul em 2016 ocorreu em 2 de outubro para eleger um prefeito, um vice-prefeito e 23 vereadores. Os mandatos dos candidatos eleitos nesta eleição durará ente 1º de janeiro de 2017 a 1º de janeiro de 2021.
A propaganda eleitoral gratuita em Caxias do Sul começou a ser exibida em 26 de agosto e terminou em 29 de setembro. Segundo a lei eleitoral em vigor, o sistema de dois turnos, que é iniciado caso o candidato mais votado receber menos de 50% +1 dos votos, está disponível apenas em cidades com mais de 200 mil eleitores, como Caxias do Sul. Com a confirmação do segundo turno, a propaganda eleitoral gratuita voltou a ser exibida em 15 de outubro e terminou em 28 de outubro.

## Contexto
Caxias do Sul está localizada na Região Metropolitana da Serra Gaúcha e é a 2ª cidade mais populosa do Estado do Rio Grande do Sul, localizado no Brasil. Com uma população estimada em 479.236 habitantes pelo Instituto Brasileiro de Geografia e Estatística em 2015, a cidade possuía 293.417 eleitores em 2016, o que lhe garantiu 23 vereadores na Câmara Municipal.
Em 2016, a cidade elegeu o seu 39º prefeito. Em 2012, Alceu Barbosa Velho foi eleito pelo Partido Democrático Trabalhista. Mais recentemente, nas eleições gerais de 2014, o senador Aécio Neves (PSDB) recebeu 65,56% dos votos na eleição presidencial entre os eleitores caxienses, enquanto que José Ivo Sartori (PMDB), ex-prefeito de Caxias do Sul, obteve 72,08% na disputa pelo governo estadual.
As convenções partidárias para a escolha dos candidatos ocorreram entre 20 de julho e 5 de agosto.

## Regras
No decorrer do ano de 2015, o Congresso Nacional aprovou uma reforma política, que fez consideráveis alterações na legislação eleitoral. O período oficial das campanhas eleitorais foi reduzido para 45 dias, com início em 16 de agosto, o que configurou em uma diminuição pela metade do tempo vigente até 2012. O horário político também foi reduzido, passando de 45 para 35 dias, com início em 26 de agosto. As empresas passaram a ser proibidas de financiarem campanhas, o que só poderá ser feito por pessoas físicas.
A Constituição estabeleceu uma série de requisitos para os candidatos a cargos públicos eletivos. Entre eles está a idade mínima de 21 anos para candidatos ao Executivo e 18 anos ao Legislativo, nacionalidade brasileira, pleno exercício dos direitos políticos, pelo menos um ano de domicílio eleitoral na cidade onde pretende candidatar-se, alfabetização e filiação partidária até o dia 2 de abril de 2016.

## Candidatos
| Candidato a prefeito | Candidato a prefeito    | Candidato a vice               | Número eleitoral | Coligação | Ref. |
| -------------------- | ----------------------- | ------------------------------ | ---------------- | --- | ---- |
|                      | Edson Nespolo (PDT)     | Antônio Roque Feldmann (PDT)   | 12               | "Caxias para todos" PDT, PMDB, PSB, DEM, PSD, PSDB, PSC, PT do B, PPS, SD, PTC, PRP, PMN, PHS, PPL, PROS, PTN, PV, PP, PTB e PSDC |      |
|                      | Pepe Vargas (PT)        | Jerônimo Dani (PT)             | 13               | Sem coligação |      |
|                      | Daniel Guerra (PRB)     | Ricardo Fabris de Abreu (PRB)  | 10               | "Caxias, força e coragem!" PRB, PR e PEN                                                                                          |      |
|                      | Assis Melo (PC do B)    | Paulo Freitas (PC do B)        | 65               | Sem coligação |      |
|                      | Francisco Corrêa (PSOL) | Paulo de Souza (PSOL)          | 50               | Sem coligação |      |
|                      | Vitor Hugo Gomes (REDE) | Jaqueline Valim de Lima (REDE) | 18               | Sem coligação |      |

## Câmara Municipal dos Vereadores eleita em 2016
| Candidato(a)       | Partido | Votação     | Votação |
| Candidato(a)       | Partido | Porcentagem | Total   |
| ------------------ | ------- | ----------- | ------- |
| Neri - O Carteiro  | SD      | 2,79%       | 6.229   |
| Paula Ioris        | PSDB    | 2,60%       | 5.823   |
| Adiló Didomenico   | PTB     | 2,45%       | 5.481   |
| Gladis Frizzo      | PMDB    | 1,78%       | 3.975   |
| Edson da Rosa      | PMDB    | 1,62%       | 3.615   |
| Rafael Bueno       | PDT     | 1,58%       | 3.532   |
| Denise Pessôa      | PT      | 1,48%       | 3.312   |
| Velocino Uez       | PDT     | 1,41%       | 3.145   |
| Chico Guerra       | PRB     | 1,40%       | 3.133   |
| Elói Frizzo        | PSB     | 1,22%       | 2.718   |
| Renato Oliveira    | PCdoB   | 1,08%       | 2.425   |
| Elisandro Fiuza    | PRB     | 1,08%       | 2.419   |
| Bandeira           | PP      | 1,08%       | 2.418   |
| Prof. Perico       | PMDB    | 1,02%       | 2.288   |
| Felipe Gremelmaier | PMDB    | 1,00%       | 2.229   |
| Rodrigo Beltrão    | PT      | 0,99%       | 2.218   |
| Alceu Thomé        | PTB     | 0,95%       | 2.121   |
| Edicarlos          | PSB     | 0,89%       | 1.998   |
| Kiko Girardi       | PSD     | 0,89%       | 1.985   |
| Flavio Cassina     | PTB     | 0,88%       | 1.973   |
| Ricardo Daneluz    | PDT     | 0,86%       | 1.919   |
| Alberto Meneguzzi  | PSB     | 0,83%       | 1.850   |
| Gustavo Toigo      | PDT     | 0,80%       | 1.790   |

## Cassação de Daniel Guerra
Em 22 de dezembro de 2019, Daniel Guerra foi afastado do cargo pela Câmara de Vereadores de Caxias do Sul por 3 irregularidades político-administrativas: o fechamento do Pronto-Atendimento 24 Horas para reformas (sem o consensimento do Conselho Municipal), a proibição da Parada Livre e também da bênção pública de Natal dos frades capuchinhos (ambas seriam realizadas na Praça Dante Alighieri). As acusações foram feitas pelo próprio ex-vice-prefeito, Ricardo Fabris de Abreu. 18 vereadores foram a favor do impeachment do prefeito, 4 votaram contra e houve ainda uma abstenção.
Flavio Cassina (PTB), presidente da Câmara Municipal, assume interinamente a prefeitura e, após a confirmação da cassação de Daniel Guerra, convocará uma eleição indireta para completar o mandato que duraria até 2020.